# Länsväg 276
De Zweedse weg 276 (Zweeds: Länsväg 276) is een provinciale weg in de provincie Stockholms län in Zweden en is circa 53 kilometer lang.

## Plaatsen langs de weg
- Åkersberga
- Bergshamra
- Grovsta
- Norrtälje

## Knooppunten
- E18 en Länsväg 265 (begin)
- Länsväg 278
- E18 bij Norrtälje
- Riksväg 76 en Riksväg 77 bij Norrtälje (einde)